# Ixtiyor Abdullayev
Ixtiyor Abdullayev (usbekisch; russisch Ихтиёр Абдуллаев Ichtijor Abdullajew; * 22. Mai 1966 in Uchkoʻprik, Provinz Fargʻona, Usbekische Sozialistische Sowjetrepublik, UdSSR) ist ein usbekischer Staatsmann und ehemaliger Chef des Nationalen Sicherheitsdienstes von Usbekistan (2018–2019).

## Biographie
Abdullayev studierte Ende der 1980er Jahre Rechtswissenschaften an der Staatlichen Universität Perm. Seine berufliche Karriere begann als Gerichtsvollzieher im Stadtgericht von Farg’ona. Von 1993 bis 2000 stieg er von einem einfachen Berater der Justizabteilung der Provinz Farg’ona zum Vorsitzenden des Strafgerichtshofs dieser Region auf.
Zwischen 2000 und 2001 fungierte er als Vorsitzender des Landgerichts von Andijon im Osten Usbekistans, bevor er kurzzeitig (2001–2002) als stellvertretender Berater des usbekischen Präsidenten für die Koordinierung der Strafverfolgungs- und Kontrollinstanzen eingesetzt wurde.
Von 2002 bis 2006 war Abdullayev erster stellvertretender Justizminister Usbekistans. 2007 wurde er erneut zum Berater des Präsidenten zur Koordinierung der Strafverfolgungs- und Kontrollinstanzen ernannt.
2009 wurde Abdullayev zum persönlichen Berater von Islom Karimov berufen.
Auf Erlass des usbekischen Präsidenten wurde Abdullayev im Januar 2010 in den Senat des Oliy Majlis der zweiten Einberufung aufgenommen. Fünf Jahre später wurde er in seinem Amt bestätigt.
Im April 2015 rückte Abdullayev zum Generalstaatsanwalt der Republik Usbekistan und hatte diesen Posten bis zu seiner Ernennung zum Chef des Nationalen Sicherheitsdienstes Ende Januar 2018 inne. Im Februar 2019 legte Abdullayev sein Amt nieder. Nach eigenen Angaben hätten seine gesundheitlichen Probleme (er musste sich drei Operationen im Halsbereich, an der Lendenwirbelsäule und an den Augen unterziehen) ihn zu diesem Schritt veranlasst. Doch er sei mit hoher Wahrscheinlichkeit beim Präsidenten Shavkat Mirziyoyev in Ungnade gefallen. Abdullayev soll nämlich angeordnet haben, die Telefonate der Familienmitglieder des Präsidenten abzuhören. Nur ein Tag nach seiner Entlassung wurde ein Strafverfahren gegen Abdullayev wegen Amtsmissbrauch und Bestechlichkeit eingeleitet.